# Asplenium oroupouchense
Asplenium oroupouchense là một loài dương xỉ trong họ Aspleniaceae. Loài này được Prestoe mô tả khoa học đầu tiên năm 1895.
Danh pháp khoa học của loài này chưa được làm sáng tỏ. 